# Culicoides neopulicaris
Culicoides neopulicaris är en tvåvingeart som beskrevs av Wirth 1955. Culicoides neopulicaris ingår i släktet Culicoides och familjen svidknott. Inga underarter finns listade i Catalogue of Life.